# 단성초등학교 남사분교
단성초등학교 남사분교는 경상남도 산청군 단성면 목화로 20-3 (남사리)에 있었던 분교이다.

## 연혁
- 1937년 5월 4일 사설학술 강습회 인가
- 1938년 4월 1일 단성공립심상소학교 부설 남사간이학교 인가
- 1942년 4월 1일 남사공립국민학교 승격
- 1985년 9월 1일 병설유치원 인가
- 1994년 2월 27일 제51회 졸업(총 1594명)
- 1994년 3월 1일 단성국민학교 남사분교장
- 1998년 3월 1일 본교로 통폐합